# José Ramos Preto

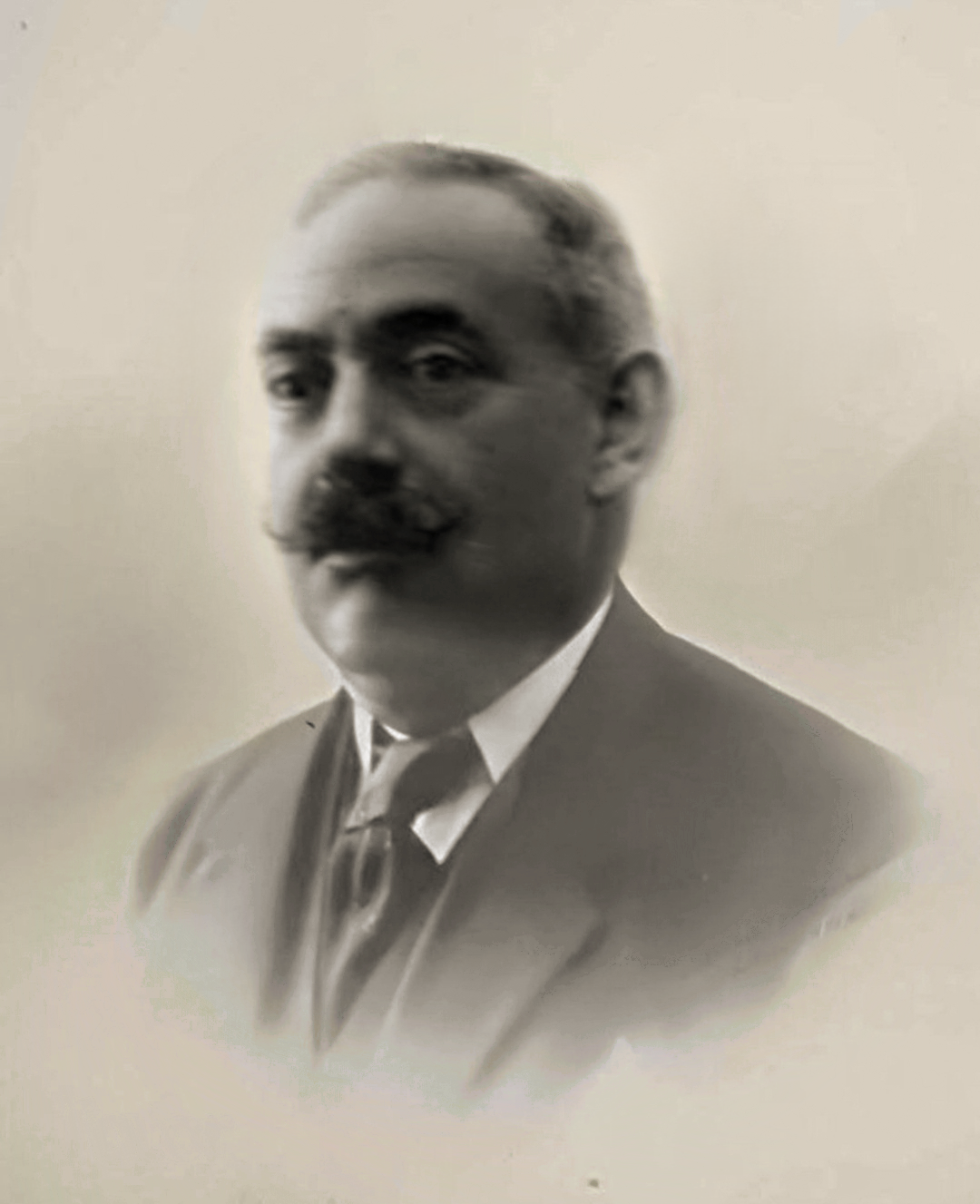
José Ramos Preto

José Ramos Preto (* 1871 in Louriçal do Campo, Castelo Branco; † 7. Januar 1949 ebenda) war ein portugiesischer Jurist und Politiker. Er war vom 6. Juni bis 26. Juni 1920 während der ersten Republik kurzzeitig Ministerpräsident seines Landes.

## Leben
José Ramos Preto war einer der reichsten Landbesitzer seiner Heimatstadt und verfügte deshalb in Castelo Branco über erheblichen politischen Einfluss. Er war Rektor der dortigen Oberschule, Zivilgouverneur und gewählter Senator für den Bezirk Castelo Branco. Als der portugiesische Ministerpräsident António Maria Baptista am 6. Juni 1920 während einer Kabinettssitzung einen Schlaganfall erlitt und starb, wurde Ramos Preto zu seinem Nachfolger gewählt. Die Regierung Ramos Preto war eine reine Übergangsregierung, schon am 18. Juni musste er seinen Rücktritt einreichen. Da sich die Suche nach einem Nachfolger als schwierig erwies, blieb er jedoch noch bis zum 26. Juni geschäftsführend im Amt, als António Maria da Silva zum neuen Ministerpräsidenten gewählt wurde.
| Vorgänger              | Amt                               | Nachfolger             |
| ---------------------- | --------------------------------- | ---------------------- |
| António Maria Baptista | Premierminister von Portugal 1920 | António Maria da Silva |

| Personendaten    | Personendaten                        |
| ---------------- | ------------------------------------ |
| NAME             | Preto, José Ramos                    |
| KURZBESCHREIBUNG | portugiesischer Jurist und Politiker |
| GEBURTSDATUM     | 1871                                 |
| GEBURTSORT       | Louriçal do Campo, Portugal          |
| STERBEDATUM      | 7. Januar 1949                       |
| STERBEORT        | Louriçal do Campo, Portugal          |